# Byron Wesley
Pour les articles homonymes, voir Wesley.
Byron Wesley, né le 26 décembre 1992 à Rancho Cucamonga en Californie, est un joueur américain de basket-ball.